# 横山邦男
横山 邦男（よこやま くにお、1956年8月4日 - ）は、宮崎県出身の実業家。三井住友銀行常務執行役員、日本郵便代表取締役社長、日本郵政取締役等を歴任。

## 来歴
東京大学経済学部卒。1981年(昭和56年)、住友銀行入行。統合戦略室長、大塚法人営業部長等を歴任。
三井住友銀行初代頭取の西川善文が日本郵政社長に就任した際には、側近として西川に帯同し（住友銀行出身の他の3人の側近とともに「四人組」と称された）、同社執行役員、専務執行役を務め、「かんぽの宿」売却や日本通運との宅配事業の統合を担当。しかしかんぽの宿の売却では野党から不当に安く売却したと告発されるなど政争に巻き込まれた。
その後三井住友銀行に復帰。同行執行役員、常務執行役員、三井住友アセットマネジメント副社長を経て、社長に就任した。同社社長時代には手数料の安いインターネット直販の投資信託を売り出すなど経営改革を進ると同時に「今こそはじめる資産形成 ~人生を劇的に好転させる50のお金の知識~」を出版し、2016年6月27日付で同社社長を退任。
同年6月28日付で日本郵便の代表取締役社長及び日本郵政の取締役に就任。自動運転車やドローン（小型無人機）といった新技術による配送などで将来の人手不足対応を行なった。
2019年12月27日、かんぽ生命商品にかかる不適正販売の責任を取る形で日本郵便社長の辞任を発表。2020年1月6日付で辞任。在任中は、かんぽ生命保険商品の営業について、営業実績が高いいわゆる優績者を中心に顧客本位の業務運営にもとる営業活動がなされていることについて、積極的にこれを打破しようとした形跡が認められるが、不適正営業の蔓延に対しては対策が後手に回り辞任に追い込まれたと評価できる。
2021年4月PCIホールディングス顧問、同年12月取締役。2022年4月社長。

## 著書
- 「今こそはじめる資産形成 ~人生を劇的に好転させる50のお金の知識~」幻冬舎、2015年。ISBN 4344972163